# Phoenix Suns 1969-1970
La stagione NBA 1969-1970 fu la 2ª stagione della storia dei Phoenix Suns che si concluse con un record di 39 vittorie e 43 sconfitte nella regular season, il 3º posto della Western Conference.
Durante la stagione Red Kerr fu sostituito con Jerry Colangelo.
Nei playoff del 1970 la squadra venne eliminata alle semifinali di Division dai Los Angeles Lakers per 4-3 dopo essere stati in vantaggio per 1-3.

## Draft
| Giro | Scelta | Giocatore     | Posizione | Nazionalità | Università/Club |
| ---- | ------ | ------------- | --------- | ----------- | --------------- |
| 1    | 2      | Neal Walk     | centro    | Stati Uniti | Florida         |
| 2    | 24     | Gene Williams | ala       | Stati Uniti | Kansas State    |

## Regular season
| Squadra                | V  | P  | %    | GB |
| ---------------------- | -- | -- | ---- | -- |
| Atlanta Hawks          | 48 | 34 | 58,5 | -  |
| Los Angeles Lakers     | 46 | 36 | 56,1 | 2  |
| Phoenix Suns           | 39 | 43 | 47,6 | 9  |
| Chicago Bulls          | 39 | 43 | 47,6 | 9  |
| Seattle SuperSonics    | 36 | 46 | 43,9 | 12 |
| San Francisco Warriors | 30 | 52 | 36,6 | 18 |
| San Diego Rockets      | 27 | 55 | 32,9 | 21 |

## Play-off

### Semifinali di Division
Gara 1
| 25 marzo 1970 | Los Angeles Lakers | 128 – 112 | Phoenix Suns |  |

Gara 2
| 29 marzo 1970 | Los Angeles Lakers | 101 – 114 | Phoenix Suns |  |

Gara 3
| 2 aprile 1970 | Phoenix Suns | 112 – 98 | Los Angeles Lakers |  |

Gara 4
| 4 aprile 1970 | Phoenix Suns | 112 – 102 | Los Angeles Lakers |  |

Gara 5
| 5 aprile 1970 | Los Angeles Lakers | 138 – 121 | Phoenix Suns |  |

Gara 6
| 7 aprile 1970 | Phoenix Suns | 93 – 104 | Los Angeles Lakers |  |

Gara 7
| 9 aprile 1970 | Los Angeles Lakers | 129 – 94 | Phoenix Suns |  |

## Roster
| N° | Naz.                   | Ruolo | Sportivo         | Anno | Alt. | Peso |
| -- | ---------------------- | ----- | ---------------- | ---- | ---- | ---- |
| 5  | Stati Uniti (bandiera) | GA    | Dick Van Arsdale | 1943 | 196  | 95   |
| 10 | Stati Uniti (bandiera) | GA    | Dick Snyder      | 1944 | 196  | 94   |
| 11 | Stati Uniti (bandiera) | AC    | Neil Johnson     | 1943 | 201  | 100  |
| 16 | Stati Uniti (bandiera) | AC    | Lamar Green      | 1947 | 201  | 95   |
| 23 | Stati Uniti (bandiera) | G     | Art Harris       | 1947 | 193  | 84   |
| 25 | Stati Uniti (bandiera) | G     | Gail Goodrich    | 1943 | 185  | 77   |
| 29 | Stati Uniti (bandiera) | AC    | Paul Silas       | 1943 | 201  | 100  |
| 31 | Stati Uniti (bandiera) | AC    | Jim Fox          | 1943 | 208  | 104  |
| 40 | Stati Uniti (bandiera) | GA    | Stan McKenzie    | 1944 | 196  | 88   |
| 41 | Stati Uniti (bandiera) | C     | Neal Walk        | 1948 | 208  | 100  |
| 42 | Stati Uniti (bandiera) | AC    | Connie Hawkins   | 1942 | 203  | 95   |
| 44 | Stati Uniti (bandiera) | A     | Jerry Chambers   | 1943 | 196  | 84   |

## Staff tecnico
- Allenatori: Red Kerr (15-23) (fino al 2 gennaio)[1], Jerry Colangelo (24-20)
- Preparatore atletico: Joe Proski

### Arrivi/partenze
Mercato e scambi avvenuti durante la stagione:
Arrivi
| N° | Naz.                   | Ruolo | Sportivo   |  | Alt. |  |
| -- | ---------------------- | ----- | ---------- |  | ---- |  |
| 23 | Stati Uniti (bandiera) | G     | Art Harris |  |      |  |

Partenze
| N° | Naz.                   | Ruolo | Sportivo    |  | Alt. |  |
| -- | ---------------------- | ----- | ----------- |  | ---- |  |
| 10 | Stati Uniti (bandiera) | G     | Dick Snyder |  |      |  |

## Premi e onorificenze
- Connie Hawkins incluso nell'All-NBA First Team